# 施華高
施華高（葡萄牙語：Aníbal António Cavaco Silva，葡萄牙語發音：[ɐˈniβɐɫ ɐ̃ˈtɔni.u kɐˈvaku ˈsiɫvɐ]，澳葡官定譯名為施華高；1939年7月15日—），葡萄牙政治人物，曾任葡萄牙總理和葡萄牙總統。

## 生平
他屬社會民主黨。該党虽然名为社会民主党，但它实际上是保守党，在欧洲议会中它属于欧洲人民党，並與右翼的人民黨組成聯盟。
1985年至1995年曾任葡萄牙總理。並于1987年和1991年成功連任。
2006年，施華高當選葡萄牙總統，成為自1974年康乃馨革命以來首名右翼總統，2011年成功連任。

## 年表
- 1974年：英國約克大學經濟學博士
- 1980年至1981年：財政部長
- 1985年至1995年：葡萄牙總理（三屆）
- 1996年：競選總統，敗於沈拜奧
- 至2005年：葡萄牙銀行董事會顧問、葡萄牙公教大學教授
- 2006年3月9日：宣誓就任葡萄牙總統